# اناپرامبال
اناپرامبال (به انگلیسی: Anaprambal) یک منطقهٔ مسکونی در هند است که در کرالا واقع شده‌است.